# Aschiphasma viridilineatum
Aschiphasma viridilineatum är en insektsart som beskrevs av Ludwig Redtenbacher 1906. Aschiphasma viridilineatum ingår i släktet Aschiphasma och familjen Aschiphasmatidae. Inga underarter finns listade i Catalogue of Life.